# Slaget ved Mainz (406)
Slaget ved Mainz blev udkæmpet mellem frankerne, der på det tidspunkt var allierede med Rom, og en alliance af vandaler, svebere og alanere. Slaget fandt sted den 31. december 406 i nærheden af Mainz og blev vundet af vandalerne og alanerne. Sejren banede vejen for deres invasion af Gallien.
Kampen beskrives kort af Gregor af Tours i hans Frankernes historie (Historia Francorum). Ifølge hans fremstilling stødte frankerne sammen med Hasdingi-vandalerne, da de krydsede Rhinen og dræbte deres konge, Godegisel. Vandalerne blev reddet af Alanere under Respendial, der drev frankerne tilbage.